# Ante Gotovina

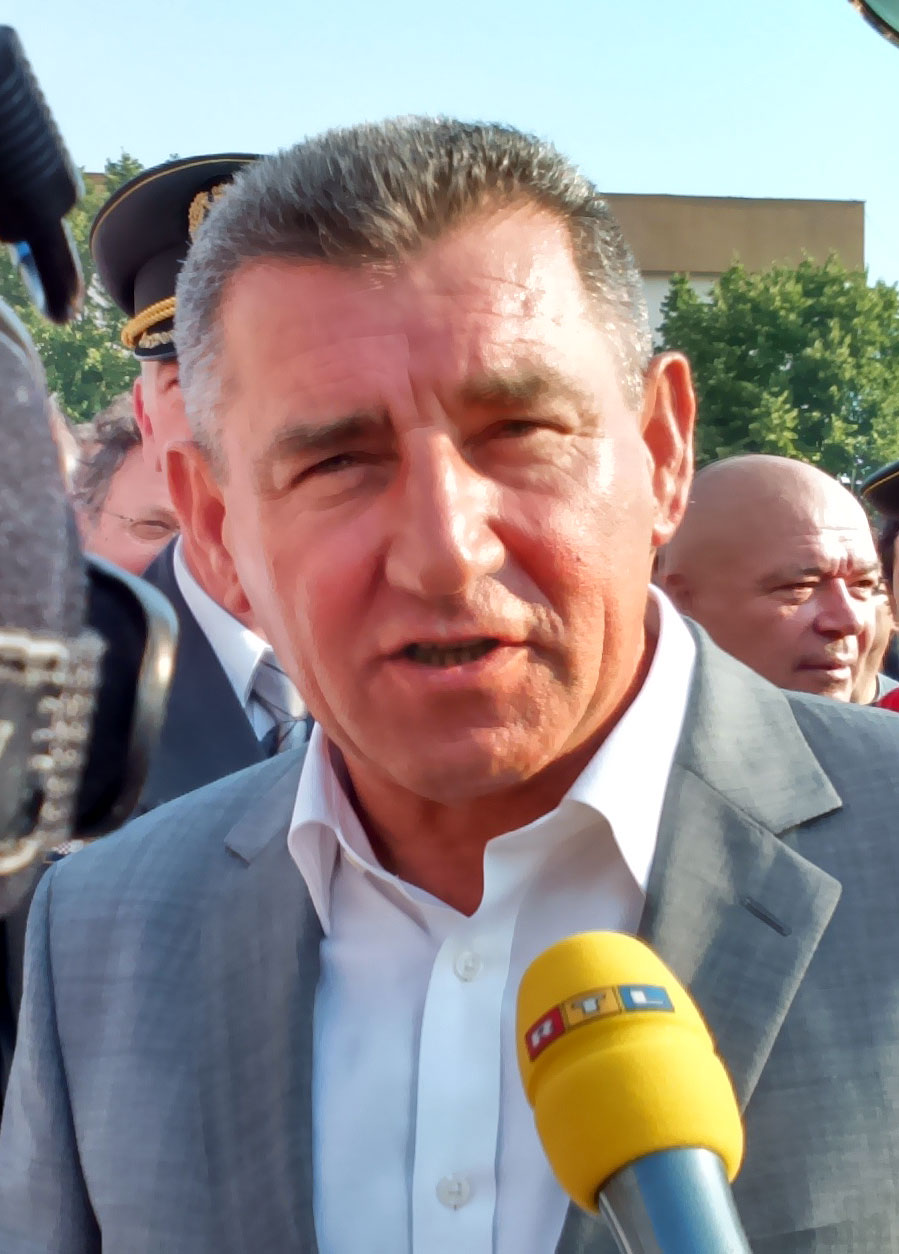
Ante Gotovina bei den Feierlichkeiten zum Tag des Sieges und der heimatlichen Dankbarkeit 2015

Ante Gotovina (* 12. Oktober 1955 in Tkon) ist ein General und Generalinspekteur der Kroatischen Streitkräfte (HV) und Befehlshaber des aufgelösten Kroatischen Verteidigungsrates (HVO) außer Dienst.
Während des Kroatienkrieges war Gotovina als Oberbefehlshaber der Kampfzone Split führend an der Militäroperation „Oluja“ bzw. der Rückeroberung der von Serben besetzten Gebiete beteiligt und gilt vor allem dadurch bei vielen Kroaten als Nationalheld. Aufgrund seiner Mitzeichnung eines offenen Briefes der kroatischen Generalität an die damalige kroatische Regierung, Politiker und Medien, wurde Gotovina im Jahr 2000 in den Ruhestand versetzt.
Zwischen 2005 und 2011 wurde gegen Gotovina ein Prozess vor dem Internationalen Strafgerichtshof für das ehemalige Jugoslawien in Den Haag verhandelt. Er war angeklagt, während des Kroatienkrieges als General und Befehlshaber kroatischer Truppen Kriegsverbrechen gegen Serben befohlen zu haben. Am 15. April 2011 verurteilte ihn der Internationale Strafgerichtshof in erster Instanz zu einer Haftstrafe von 24 Jahren. Gegen das Urteil wurde am 16. Mai 2011 Berufung eingelegt. Am 16. November 2012 wurde Gotovina von allen Anklagepunkten freigesprochen und nach sieben Jahren Haft entlassen.

## Leben

### Kindheit
Ante Gotovina wurde in Tkon auf der Insel Pašman geboren. Sein Vater Milan war ein dalmatinischer Fischer. Seine Mutter Ana kam am 4. März 1959 ums Leben, als sie die Kinder vor der Explosion einer Mine beschützte, die Steine in der Nähe des Hauses zersprengte. Danach zog die Familie nach Pakoštane, einem Dorf an der Küste Dalmatiens. Dort kümmerte sich die Tante Marija Miočev um Gotovina und seine Geschwister. Gotovinas Familie betreibt noch heute in Pakoštane mehrere Gaststätten.

### Fremdenlegion
Im Jahr 1972 trat Gotovina mit 17 Jahren in die französische Fremdenlegion ein. Dort wurde er Unteroffizier beim 2. Fallschirmjägerregiment der Fremdenlegion (2ème REP) und anschließend Kampftaucher bei der Kommandoeinheit des 2ème REP (CRAP). 1978 schied er aus dem aktiven Dienst in der Fremdenlegion aus. Danach war er als Ausbilder von Kommando-Einheiten in Lateinamerika tätig und nahm später die französische Staatsbürgerschaft an. In den 1980er Jahren stand Gotovina in Frankreich wegen Juwelendiebstahls vor Gericht und verbüßte dort eine kurze Haftstrafe.

### Kroatienkrieg

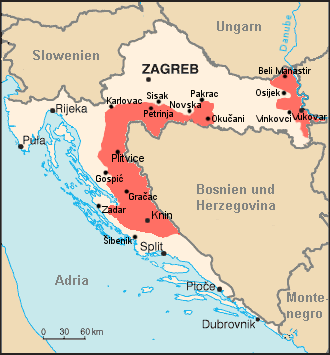
Übersicht über die serbisch-besetzten Gebiete Kroatiens, die 1995 größtenteils durch die Operation Oluja zurückerobert wurden.

Nachdem Gotovina von kroatischen Auswanderern in Argentinien vom langsam aufkommenden Konflikt in seinem Heimatland erfahren hatte, kehrte er 1990 nach Kroatien zurück. Im Juni 1991 trat er der kroatischen Nationalgarde bei. Im Kroatienkrieg kämpfte Gotovina als Soldat in der 1. Garde-Brigade „Tigrovi“ vor allem in Slawonien und stieg zum Befehlshaber der Truppen auf. Nach einer Verwundung und der Genesung zog er sich nach Livno in Bosnien und Herzegowina zurück, in den Stab des Kroatischen Verteidigungsrates (HVO), der Armee der bosnisch-herzegowinischen Kroaten.
Von 1992 bis 1994 bekleidete er zunächst den Rang eines Generalmajors und wurde dann zum Generalleutnant ernannt. Als Befehlshaber befehligte er zwischen 1992 und 1996 den Militärdistrikt Split. In dieser Zeit war Gotovina an der Planung der Operation Maslenica sowie einigen anderen Operationen im Gebiet Livno und Tomislavgrad aktiv beteiligt. In der Operation Oluja („Sturm“, 4. bis 7. August 1995) war er Kommandant des Sektors Süd. Unter seinem Befehl eroberten die kroatischen Truppen das Livanjsko polje, Gebiete der Dinara und des Šator-Gebirges sowie die Städte Glamoč und Bosansko Grahovo sowie das Umland von Knin.
In der zweiten Hälfte des Jahres 1995 war Gotovina dann sowohl Befehlshaber der kroatischen Armee (HV) als auch des Kroatischen Verteidigungsrates (HVO) und leitete mit dem bosnischen General Atif Dudaković die Militäroperation Maestral, bei der die bosnische Armee (Armija Republike Bosne i Hercegovine) und kroatische Truppen bis 23 km vor Banja Luka vorrückten. Unter anderem angesichts dieses Gebietsverlustes willigte die serbische Vertretung in den Vertrag von Dayton ein und der Bosnienkrieg wurde beendet.
Gotovina war einer der Mitunterzeichner des „Briefs der 12 Generäle“ (Pismo dvanaestorice generala), einem offenen Brief aus dem Jahr 2000, in dem 12 Mitglieder der kroatischen Generalität die damalige kroatische Regierung, Politiker und Medien kritisierten. Wegen seiner Mitzeichnung wurde Gotovina am Tag nach der Veröffentlichung des Briefes vom aktiven Dienst in den Ruhestand versetzt.

### Internationaler Strafgerichtshof

#### Anklage und Flucht

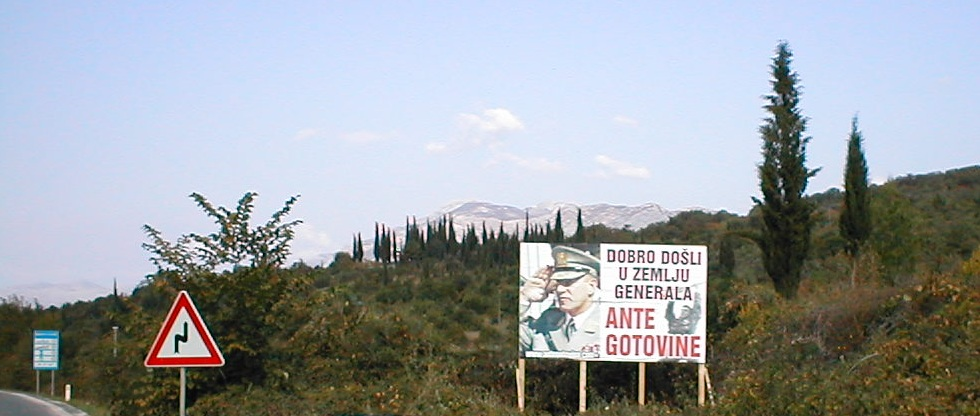
Plakat mit dem Konterfei Gotovinas, mit dem an Einreisende aus Montenegro gerichteten Text: „Willkommen im Land des Generals Ante Gotovina“ (bei Dubrovnik, 2005)

2001 wurde Gotovina vom Internationalen Strafgerichtshof für das ehemalige Jugoslawien (ICTY) in Den Haag wegen Verbrechen gegen die Menschlichkeit angeklagt, die Truppen unter seinem Kommando verübt haben sollen.
Die Anklagepunkte der revidierten Anklageschrift lauten unter anderem:
- Tötung von mindestens 37 Personen (nach der alten Anklageschrift ging man von 150 Personen aus)
- Plünderung privaten und öffentlichen Eigentums
- Brandschatzung und Zerstörung von Dörfern und Städten
- Vertreibung von mehreren Zehntausend Serben

Laut Ankläger war auch Kroatiens damaliger Staatspräsident Franjo Tuđman an der Planung und Durchführung beteiligt. Die ergänzende Anklageschrift spricht von einer „kriminellen Vereinigung“, bestehend unter anderen aus Gotovina und Tuđman, deren Ziel „die gewaltsame und dauerhafte Vertreibung der serbischen Bevölkerung aus der Krajina-Region“ gewesen sei.
Nach Meinung der Verteidigung hingegen war die Operation Sturm entscheidend für die Beendigung des Krieges auf dem Balkan durch den Sieg über die Armee der bosnischen Serben und wurde aufgrund der Bedrohungslage für die Stadt Bihać auch durch die USA unterstützt. Die Bombardierung von Knin sei im Vergleich zur Schlacht um Vukovar oder anderen Belagerungen minimal gewesen.
Die Anklage gegen Gotovina hatte für die kroatische Bevölkerung (vor allem in den Gebieten Kroatiens, aus denen Kroaten von Serben vertrieben wurden und nun nach vier Jahren zurückkehren konnten) große Bedeutung, weil er angesichts seiner überraschend schnellen militärischen Erfolge für viele Kroaten ein Nationalheld ist. Deshalb wurde den Anschuldigungen des Internationalen Strafgerichtshofes in Den Haag in diesem Punkt in Kroatien häufig mit Unverständnis begegnet.
International war den kroatischen Behörden entsprechend mangelndes Interesse an einer Ergreifung Gotovinas vorgeworfen worden. Die kroatische Regierung hatte dagegen wiederholt erklärt, ihr sei der Aufenthaltsort des Ex-Generals nicht bekannt und der Staat habe alles in seiner Macht stehende geleistet, um ihn ausfindig zu machen und auszuliefern.
Großbritannien, die Niederlande und einige skandinavische Staaten stellten sich einer weiteren Annäherung Kroatiens an die EU entgegen, sollte Kroatien nicht vollständig mit dem zuständigen Tribunal zusammenarbeiten. Der ursprünglich für den 17. März 2005 vorgesehene Beginn der Beitrittsverhandlungen Kroatiens mit der EU wurde daher zurückgestellt. In ihrem folgenden Bericht vom Juni 2005 erklärte Chefanklägerin Carla Del Ponte, Kroatien sei zwar auf dem richtigen Weg, habe aber noch nicht genug unternommen, um Gotovina zu ergreifen. Der Vorwurf richtete sich nicht direkt gegen die Regierung von Ministerpräsident Ivo Sanader, allerdings wurde untergeordneten kroatischen Behörden unterstellt, Gotovina zu schützen. Zudem verdächtigte del Ponte die katholische Kirche in Kroatien und den Vatikan, Gotovina zu decken. Die offiziellen Beitrittsverhandlungen begannen dann, ebenso wie die zum EU-Beitritt der Türkei, am 4. Oktober, nachdem die Chefanklägerin in ihrem Bericht am Tag davor der kroatischen Regierung „volle Zusammenarbeit“ bei der Suche nach Ante Gotovina bescheinigt hatte.

#### Festnahme und Folgen
Am 8. Dezember 2005 konnte del Ponte bekanntgeben, dass Ante Gotovina tags zuvor auf Teneriffa festgenommen worden war. Gotovina war während des Abendessens in einem Hotel im Touristenort Playa de las Américas im Süden der Insel verhaftet worden. Es hieß, er habe gefälschte Ausweispapiere bei sich gehabt. Die spanische Polizei habe bereits seit mehreren Tagen intensiv nach ihm gefahndet. Der Ex-General habe sich auf verschiedenen Inseln des Archipels versteckt gehalten.
Anton Nikiforov, der politische Berater der Hauptanklägerin Carla del Ponte, bestätigte am 22. März 2007, dass die kroatischen Behörden eine Schlüsselrolle bei der Lokalisierung von Ante Gotovina gespielt hatten. Andere Behörden seien nicht daran beteiligt gewesen. Nikiforov berichtete überdies, dass die spanische Polizei erst nach Weitergabe der Informationen aus Kroatien eingeschaltet worden sei.
In der kroatischen Hauptstadt Zagreb protestierten am Folgeabend mehrere Tausend Menschen gegen die Festnahme Gotovinas. Der Protest wurde dann nach Ausschreitungen durch die Polizei gewaltsam beendet. Die größte Unterstützungskundgebung, die am 11. Dezember in Split stattfand und von zahlreichen Vereinigungen ehemaliger Soldaten und Generäle organisiert wurde, verlief hingegen friedlich und ohne grobe politische Parolen. Die Medien berichteten, dass sich 40.000 bis 60.000 Menschen dort versammelt hatten. Aus Protest errichteten Anhänger Gotovinas in mehreren Städten Straßensperren und setzten Autoreifen in Brand.
Nachdem Gotovina zuvor dem Nationalen Gerichtshof in Madrid vorgeführt worden war, wurde er am 10. Dezember 2005 schließlich dem Internationalen Strafgerichtshof für das ehemalige Jugoslawien überstellt. Bei seinem ersten Auftritt vor Gericht am 12. Dezember bestritt der Angeklagte jegliche Schuld. Sowohl die kroatische Regierung wie auch die Bischöfe des Landes hielten Gotovina für unschuldig. Der Erzbischof von Split erklärte nach Gotovinas Festnahme, dass der kroatische Staat den General vor Gericht verteidigen werde.

#### Prozess und Urteil
Am 10. März 2008 begann vor dem Internationalen Strafgerichtshof für das ehemalige Jugoslawien der Prozess gegen Gotovina. Zusammen mit ihm wurden auch die Generäle Ivan Čermak und Mladen Markač vor Gericht angeklagt. Der Fall wurde unter der Bezeichnung Gotovina et al. verhandelt. Am 5. März 2009 beendete die Anklage ihre Beweisführung. Ein darauf folgender Antrag der Verteidigung auf Abweisung aller Anklagepunkte wurde am 3. April 2009 abgelehnt. Die Verteidigung begann mit ihrer Beweisführung am 28. Mai 2009 und beendete sie am 27. Januar 2010.
In den Schlussplädoyers im August 2010 forderte die Staatsanwaltschaft 27 Jahre Haft für Gotovina, während die Verteidigung auf Freispruch plädierte. Am 15. April 2011 wurde Ante Gotovina vom Internationalen Strafgerichtshof in erster Instanz zu 24 Jahren Gefängnis verurteilt. Dabei wurde er folgender Verbrechen für schuldig befunden:
- Verfolgung als ein Verbrechen gegen die Menschlichkeit
- Deportation als ein Verbrechen gegen die Menschlichkeit
- Plünderung von öffentlichem und privatem Eigentum als Verletzung der Gesetze oder Gebräuche des Krieges
- mutwillige Zerstörung als eine Verletzung der Gesetze oder Gebräuche des Krieges
- Mord als ein Verbrechen gegen die Menschlichkeit
- Mord als eine Verletzung der Gesetze oder Gebräuche des Krieges
- inhumanes Handeln als ein Verbrechen gegen die Menschlichkeit
- grausame Behandlung als eine Verletzung der Gesetze oder Gebräuche des Krieges

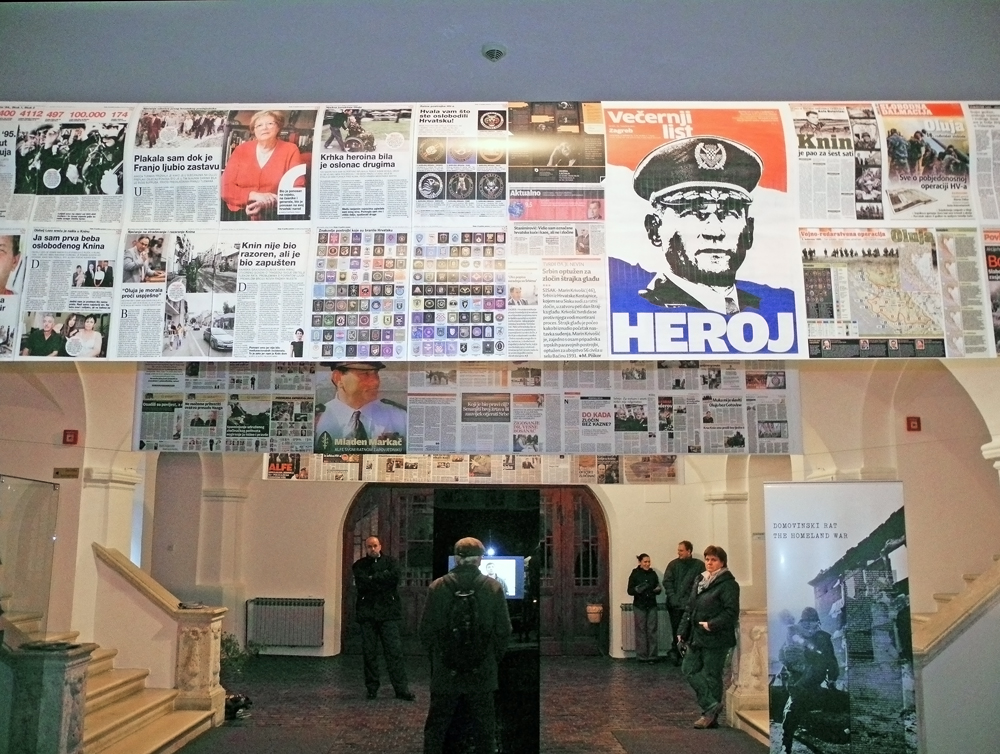
Titelblatt der Večernji list vom 15. April 2011 mit dem Konterfei Gotovinas vor den kroatischen Nationalfarben. Darunter die Schlagzeile HEROJ (Held).

Auch den mitangeklagten Ex-General Mladen Markač sprach das Gericht in erster Instanz schuldig und verurteilte ihn zu 18 Jahren Haft. General Ivan Čermak wurde dagegen freigesprochen.
Nach der Urteilsverkündung gab Premierministerin Jadranka Kosor bekannt, dass die kroatische Regierung Berufung gegen die Verurteilungen sowie die Einschätzung des Gerichts, dass Tuđman als Drahtzieher der Vertreibung fungiert habe, einlegen werde.

#### Berufung und Freispruch
Im Berufungsverfahren wurde Gotovina am 16. November 2012 von allen Anklagepunkten freigesprochen und aus der Haft entlassen. Die Berufungskammer beschloss einstimmig, dass die Einschätzung der Vorinstanz, Artillerietreffer mehr als 200 Meter entfernt von einem als legitim betrachteten Ziel als Beweis für gesetzwidrige Angriffe auf die Städte in der Krajina anzusehen, nicht zuträfe. Mit 3:2-Mehrheitsentscheidung wurde festgestellt, dass die Beweise nicht ausreichten, um den von Gotovina und Markač befohlenen Beschuss der Städte als rechtswidrig anzusehen. Auch die Tatsache, dass nach der Offensive Eigentumsgesetze erlassen wurden, um die Rückkehr der Serben zu erschweren, sei kein Beweis für eine erzwungene Abreise. Ohnehin wurde keine Verwicklung der Angeklagten in die Diskriminierungspolitik Kroatiens durch die Erstinstanz festgestellt. Da die erstinstanzliche Verurteilung wegen Bildung einer kriminellen Vereinigung zur Vertreibung von Serben aus der Krajina auf der Unrechtmäßigkeit der Artillerieangriffe basiere und die Erstinstanz eine direkte Verwicklung in die Diskriminierungspolitik Kroatiens nicht festgestellt habe, sei auch dieser Schuldspruch aufzuheben.

### Nach der Freilassung
Ante Gotovina kehrte nach seiner Freilassung nach Kroatien zurück.  In der Nähe von Biograd na Moru betreibt Gotovina eine Aquakultur, in der Thunfische gehalten werden. Am 23. November 2012 wurde Gotovina wegen „besonderer Verdienste im Heimatkrieg“ zum Ehrenbürger der kroatischen Stadt Split ernannt.

## Auszeichnungen (Auswahl)
- Fürst-Domagoj-Orden (26. Mai 1995)
- Ban-Jelačić-Orden (26. Mai 1995)
- Orden des Kroatischen Dreiblatts (20. Mai 1996)
- Orden vom Kroatischen Kreuz (20. Mai 1996)
- Nikola-Šubić-Zrinski-Orden
- Gedenkmedaille des Dankes der Heimat
- Ante-Starčević-Orden
- Großorden des Königs Petar Krešimir IV. mit Schärpe und Morgenstern (4. August 2018)

## Sonstiges
Der kroatische Sänger Niko Bete widmete Gotovina das in Kroatien populäre Lied Ante, Ante svi smo za te (Ante, Ante wir sind alle für Dich).

## Biographien

### Film
Gotovinas Leben wurde 2019 im Film „General“ dargestellt, bei dem Goran Višnjić die Hauptrolle spielte. Regisseur Antun Vrdoljak erhielt dafür Unterstützung vom kroatischen Verteidigungsministerium, das für 65 Tage Panzer, Hubschrauber, Flugzeuge, Lastwagen, Artillerie und Personal zur Verfügung stellte. Das kroatische Fernsehen HRT stellte mit rund 1,28 Millionen Euro das größte Filmbudget in Kroatien seit der Unabhängigkeit 1991 bereit. Der Film wurde auch in eine achtteilige Fernsehserie umgewandelt, für die weitere 580.000 Euro bereitstellt wurden.